# Agroeca montana
Agroeca montana är en spindelart som beskrevs av Hayashi 1986. Agroeca montana ingår i släktet Agroeca och familjen månspindlar. Inga underarter finns listade i Catalogue of Life.